# André Carrère (rugby, 8 mai 1932)
Pour les articles homonymes, voir Carrère et André Carrère.

a Compétitions nationales et continentales officielles uniquement.

b Matchs officiels uniquement.
André Carrère, né le 8 mai 1932 à Pau (Basses-Pyrénées) et décédé le 29 janvier 2010 au Porge (Gironde), était un joueur français de rugby à XIII,. 
Après avoir débuté au rugby à XV à la Section paloise en 1949, il cède aux sirènes du rugby à XIII en 1951 à l'âge de 19 ans. Carrère joue d'abord à Libourne, à Bordeaux (champion de France 1954), puis au  FC Lézignan (à partir de 1958), à Saint-Gaudens et enfin à Bordeaux-Facture. 
André Carrère a été fait Chevalier de la Légion d'honneur.

## Biographie
André Carrère naît le 8 mai 1932 à Pau, dans les Basses-Pyrénées. Mesurant mesurant 1,72 m pour 72 kilos, son père fut un champion cycliste régional reconnu. Son frère Robert a été un pilier sous les couleurs du Stade montois. 
André Carrère commence sa carrière en rugby à XV au Collège Saint-Cricq de Pau, avant de rejoindre la Section paloise en juniors. 
Carrère débute en équipe première à l'âge de 18 ans et forme le « triangle magique » de la Section paloise du début des années 50, aux côtés de Jean Hatchondo et Antoine Jimenez. Après sa première saison sectionniste, Carrère est présenté comme un grand espoir du rugby français, et il évolue aux postes d'ailier, d'arrière et de centre. Sélectionné en équipe de France juniors, il est néanmoins boudé par l'équipe de France. 
Comme ses compères Hatchondo et Jimenez, Carrère abandonne son club formateur et passe à XIII en 1951. La Section, se sentant prise pour cible par le jeu à XIII effectue une mise au point dans les colonnes de La République des Pyrénées.
Carrère rejoint d'abord Libourne en 1951, et son adaptation est rapide, et il devient international trois mois après ses débuts à XIII.
En 1952, des rumeurs dans la presse font état de son envie de revenir à XV à la Section paloise. Toutefois, les négociations butent sur son contrat de deux ans. Finalement, Carrère signe avec Bordeaux XIII la saison suivante, club avec qui il est sacré champion de France 1954.
Carrère évolue par la suite au  FC Lézignan de 1958 à 1964. Carrère est ainsi au centre du projet sportif des catalans, et contribue à légitimer le club, remportant le Championnat de France de rugby à XIII en 1960-1961 et 1962-1963 face à Saint-Gaudens.
Carrère rejoint par la suite Saint-Gaudens de 1964 et enfin à Bordeaux-Facture.
En 2011, un auteur le considère comme le plus « grand arrière offensif », connu particulièrement pour ses « plaquages dévastateurs ».
Cet arrière a été 31 fois international français de 1951 à 1962.
En 2010, l'Amicale des anciens de la Section Paloise a tenu son assemblée générale annuelle au Palais Beaumont. Avant de présenter le rapport moral, le président de l'amicale, Jean-François Saux, fils de Jean-Pierre Saux, a fait obervé une minute de silence en mémoire d'André Carrère.

## Palmarès
- Coupe d'Europe des nations :
  - Vainqueur : 2 (1951 et 1952 avec la France).

- Championnat de France :
  - Vainqueur : 3 (1954 avec Bordeaux XIII, 1961 et 1963 avec Lézignan).

- Coupe de France :
  - Vainqueur : 1 (1960 avec Lézignan).